# پتشخه مرخاو
پُشتخه مرخاو نام پشته‌ای است در جنوب دهستان کوخرد از توابع بخش کوخرد شهرستان بستک و در غرب استان هرمزگان در جنوب ایران.
پُشتخه واژه‌ای است در گویش فارسی لارستانی به‌ویژه گویش کوخردی و معنی آن پُشتُه است، ارتفاعی نه بس بلند از زمین، تل، یا تپه است. پُشتُه درست بهمان معنی نجد که ربوه و نجد، توده، معمولاً فلات گویند. همچنین در پارسی دری و در برخی گویش‌های محلی هرمزگان بکار رفته‌است.
این پُشتُه در جنوب نرگ مرخاو واقع شده‌است.

## محدوده پُشتخه مرخاو
از شمال پر بختیاری و «پر میان گپ» از جنوب «راه گروهی»، و بون کوه زیر، از مغرب (گروهی مد عبدالرحیمی) و تونه مصلی، و از سمت مشرق به آودون علی محدود می‌گردد.

## نقاط پیرامون پشتخه مرخاو
از سمت جنوب پُشتُه آبدان بزرگی وجود دارد که به نام «آودون مرخاو» معروف است، آبش برای شرب حیوانات استفاده می‌شود، نرگ مرخاو از سمت جنوب (پشتخه) مرخاو قرار دارد، در این نرگ درختان برکو (بنه) و کیهون و کلی وانجیر کوهی فراوان است. راه گروهی به بون کوه زیر در سمت مغرب نرگ واقع شده‌است، در نیمه راه و روی تپهٔ بلندی یک باب آب‌انبار (برکه) و یک خمره سیمانی برای ذخیره آب باران ساخته‌اند، کوه نوردان بر سر خمره و آب‌انبار هنگام صعود به بون کوه «بون کوه» اتراق می‌کنند. راه گروهی مالرو است. در نرگ مرخاو پرندگان مختلف کوهستانی فراوان است مخصوصاً عقاب وشاهین، بر فرای چکهای بلند این نرگ در مواسم تخمگذاری لانه می‌سازند.

## زمین جوکار پشتخه مرخاو
در روی پشته زمین کشت دیم وجود دارد که در حدود ۸ من بذر افکن دارد، در این زمین‌ها در مواسم باران جو و گندم کشت می‌کنند. در روی پشته دو عدد «خمره» (به گویش کوخردی «خُمَه») قدیمی نیز وجود دارد که از زمان‌های بسیار دور در خاک کرده‌اند برای ذخیره کردن آب باران که بعداً در ایام کم بود آب، از آب این خمرها استفاده می‌نمودند.

## درخت و پرندگان
به علت فراوانی درخت کنار و تعداد محدودی از درخت سمر که در روی پشته وجود دارد مردم در سایه آن‌ها اتراق می‌کنند. پرندگان مختلف کوهستانی نیز در موسم تخمگذاری در روی شاخه این درختها لانه می‌سازند. از پرندگان که در این پشته وجود دارند: قُمری، بادخور، کبک، کراشکین، چکاوک، فاخته، بلبل، چکاوک هدهد، دم جنبانک، جغد، گنجشک و دیگر پرندگان کوهستان می‌توان نام برد.

## فصل زمستان و بهار
در فصل زمستان و بعد از باریدن باران گل‌های زیبائی در روی پشته می‌روید، و در فصل بهار بعد از اینکه گل‌ها شکوفه‌های خود را باز می‌کنند جلوه و زیبایی دیگری به پشته می‌دهند. گل‌های «هلول» بارنگ بنفشه‌ای اش سرتاسر پشته را نیلگون می‌سازد و یک منظره دل‌انگیز و شاعرانه به وجود می‌آورد. همچنین دمبل (خیر) واَکال نیز یافت می‌شود.
در فصل زمستان و بهار در آنجا خوردنی‌هایی مانند تُرُشُه و کُمپُر و مِیَل به گونه‌ای بسیار لذیذ درست می‌شود.

## گیاهان
بعد از باریدن باران در فصل زمستان و بهار گیاهان مختلفی در روی این پشته می‌روید، به به‌ویژه گیاهان دارویی مانند: استقدوس، بًروز، پوده، خارشتر، خاکشیر، دریمه، زرو، سره برزه، شربتو، گنیس، کریشکو، کمو، وگل عالی عمر.